# 大槻義一
大槻 義一（おおつき よしかず、1927年7月26日 - 2011年12月）は、日本の映画監督。

## 経歴
東京都中野区出身。1951年に松竹大船撮影所に助監督として入社。同期は今村昌平ら8人。同期生で同期会の二十五時グループを結成した。1952年の『カルメン純情す』から木下惠介の木下組の助監督として献身的に働き、1960年の『笛吹川』まで全ての木下作品で助監督を務めた。1962年に『流し雛』で監督デビュー。この初監督作品の脚本は木下が書いている。1963年1月27日に公開されたテレビドラマ『七人の刑事』の映画版の監督を担当した。
1966年に松竹を離れてフリーとなり、以後は1980年代までテレビドラマを監督した。
2011年12月16日、連絡が取れなくなったことを訪問介護員が警察に相談し、東京都新宿区新宿の自宅マンションを訪れた警視庁四谷署員が、室内で妻とともに死亡しているのを発見した。血を吐いた痕跡と、倒れた際にできたと思われる傷以外は目立った外傷がなく、病死とみられる。
当初は病死とみられたが、現場検証と検死解剖の結果、警告灯が点いていたガスストーブの不完全燃焼による一酸化炭素中毒であろうという事が判明した模様。
ロックシンガー・筋肉少女帯のメンバーである大槻ケンヂは甥に当たる。

## 監督・演出作品

### 映画

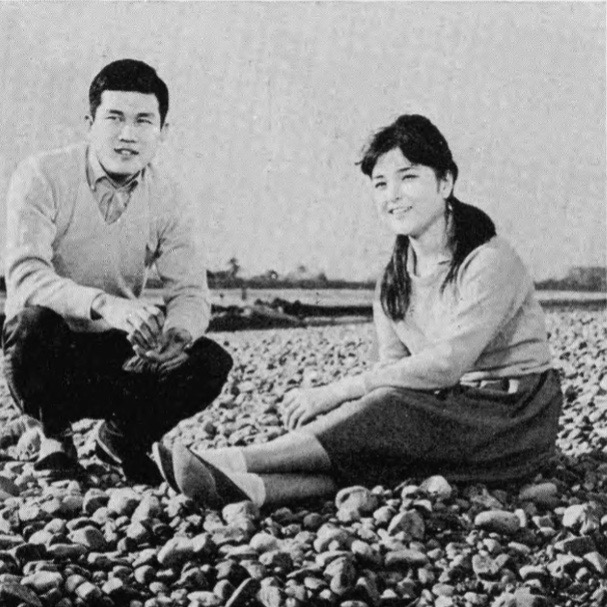
『流し雛』（1962年）

- 流し雛（1962年）
- 背くらべ（1962年）
- 僕チン放浪記（1962年）
- 七人の刑事（1963年）
- 男の影（1964年）
- 昨日のあいつ今日のおれ（1965年）

### テレビドラマ

#### 連続テレビドラマ
- 赤い殺意（1966年 - 1967年）
- 渥美清の泣いてたまるか（1967年）
- コメットさん（1967年 - 1968年）
- 兄弟（1969年 - 1970年）
- 孤島の太陽（1970年）
- あしたからの恋（1970年）
- うちのおとうさん（1970年 - 1971年）
- たんとんとん（1971年）
- 太陽の涙（1971年 - 1972年）
- 家族日誌（1972年）
- 美しき煩悩（1973年）
- 人生の並木路（1973年）
- 科学捜査官（1973年 - 1974年）
- 白い滑走路（1974年）
- 赤い迷路（1974年 - 1975年）
- 残りの雪（1975年）
- 逢えるかも知れない（1976年）
- 白い荒野（1977年 - 1978年）
- 転落の詩集（1978年）
- 草野球・草家族（1980年）
- 愛の旅路（1980年）
- サンキュー先生（1980年 - 1981年）
- ときめき十字星（1980年 - 1981年）
- 哀愁美容室（1981年）
- ザ・サスペンス（1983年 - 1984年）
- 中卒・東大一直線（1984年）

#### 単発テレビドラマ
- いのちある限り（1977年）
- 悲しみは愛の笛（1978年）
- 白銀の死闘（1979年）
- 砂の殺意（1981年）
- 惜春鳥（1981年）
- はばたけ愛の翼（1981年）
- 父と娘の悲しい終着駅（1982年）
- 黄色の誘惑（1983年）
- 娘よ!お前は殺人者か!?（1983年）
- フルムーン殺人旅行（1983年）
- 落書きドクトル繁昌記2 ぶらり旅痔へ（1983年）
- あなたの声が見えない（1984年）
- 不倫の脅迫状（1984年）
- 恋文（1984年）
- 思春期病棟〜看護婦が見た母親の正体（1985年）
- 女検事・霞夕子 第1作「予期せぬ殺人」（1985年）
- 逃亡者（1986年）
- 事故のいきさつ（1986年）
- 手さぐりの旅路（1986年）
- いのちください（1986年）
- 母と子の卒業式（1988年）
- 時効・あの時…南アルプス渓流殺人事件（1988年）

## 出演作品
- 女の園（1954年）- 大学生野崎 役
- 二十四の瞳（1954年）- 森岡正 役